# Anatoliki Mani
Anatoliki Mani (in greco Ανατολική Μάνη?, ovvero Maina Orientale) è un comune della Grecia situato nella periferia del Peloponneso (unità periferica della Laconia) con 14.308 abitanti secondo i dati del censimento 2001
A seguito della riforma amministrativa detta Programma Callicrate in vigore dal gennaio 2011 che ha abolito le prefetture e accorpato numerosi comuni, la superficie del comune è ora di 619 km² e la popolazione è passata da 2.111 a 14.308 abitanti